# Environnement en Islande
L'environnement en Islande est l'environnement (ensemble des éléments - biotiques ou abiotiques - qui entourent un individu ou une espèce et dont certains contribuent directement à subvenir à ses besoins) du pays Islande, pays d'Europe.

## La biodiversité de l'Islande

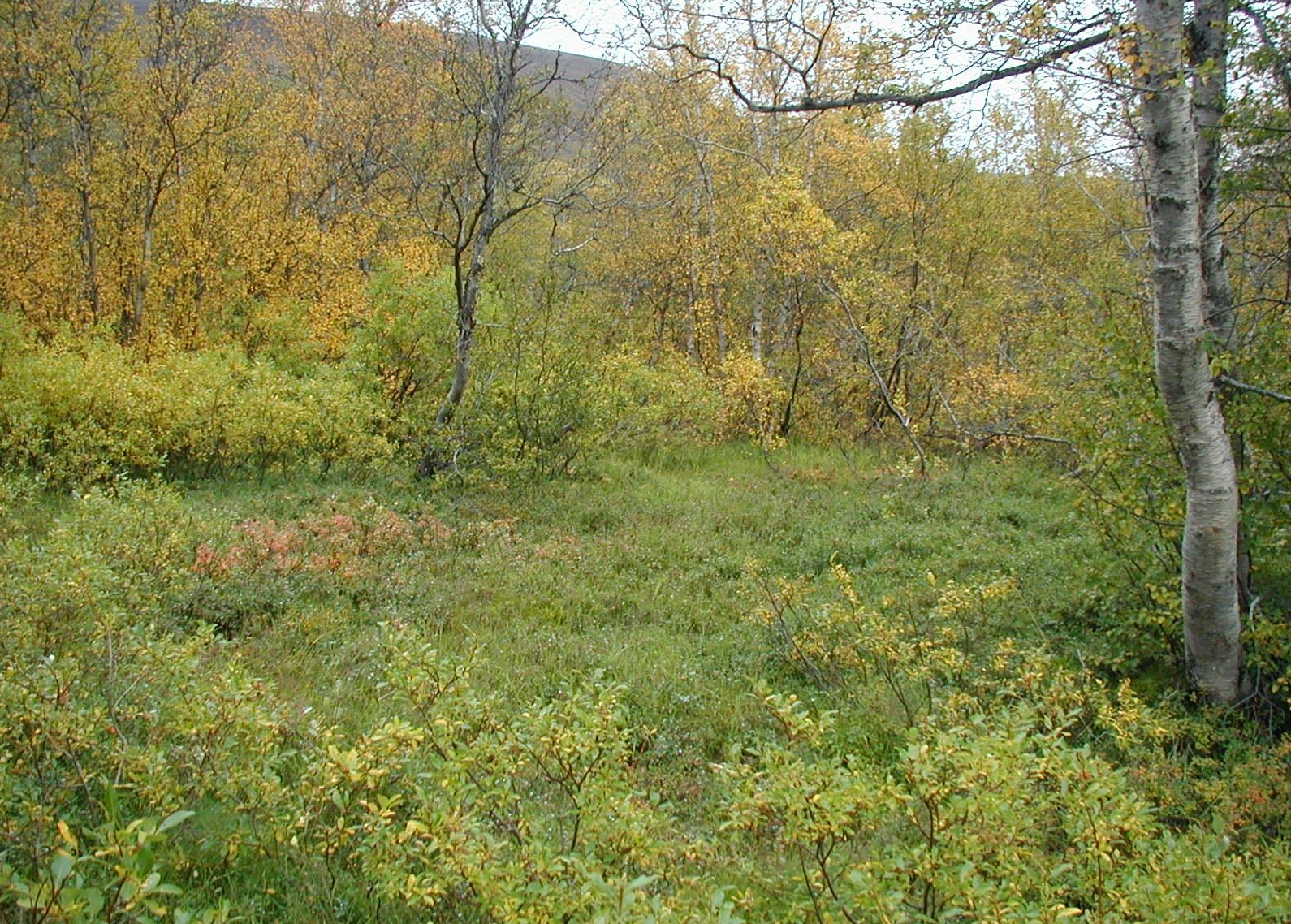
De maigres forêts et fruticées de bouleaux pubescents, aujourd'hui quasiment disparues, couvraient le quart de l'Islande avant la colonisation humaine.

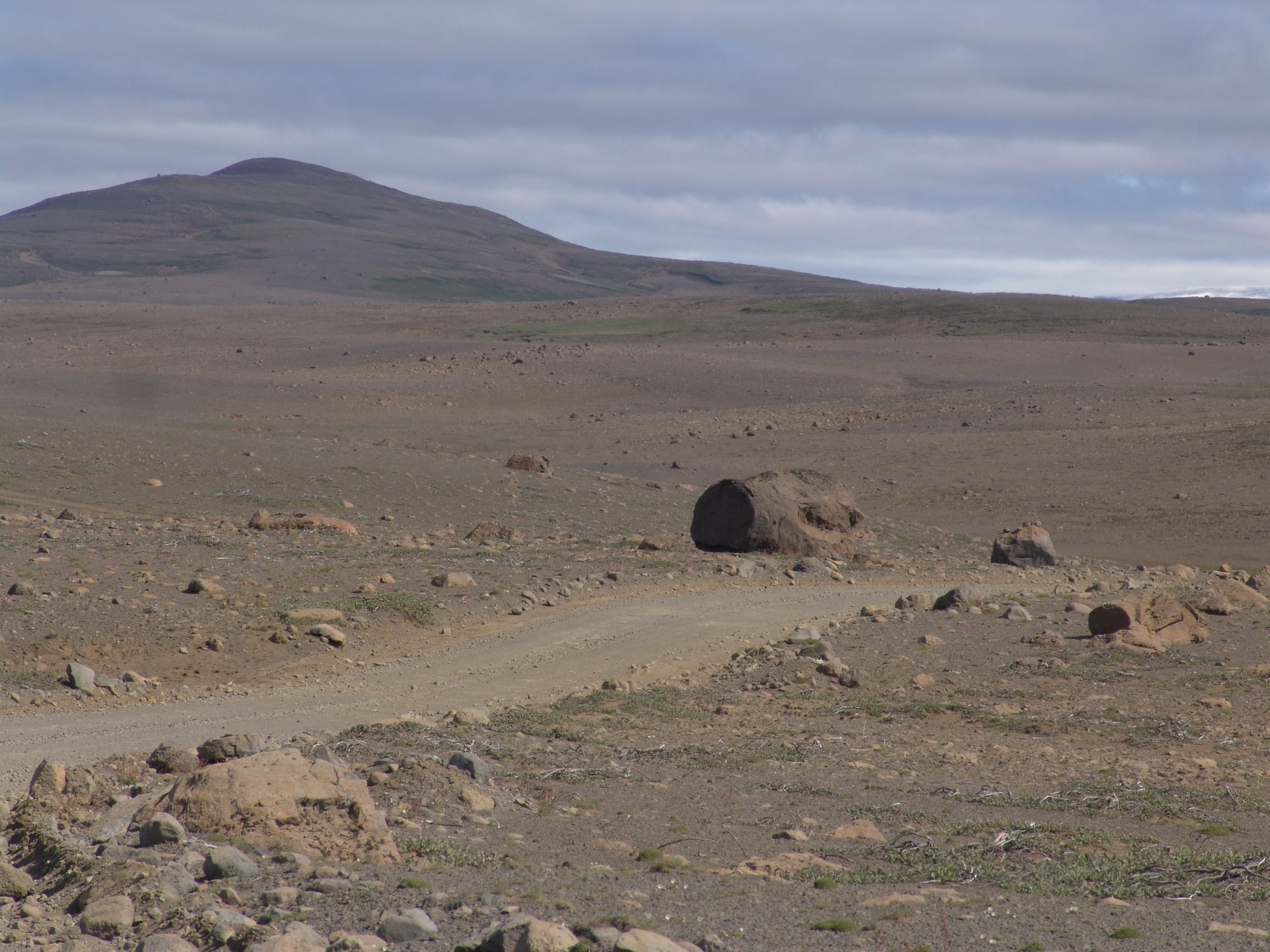
Le plateau central islandais est le plus souvent nu ou juste parsemé de quelques plantes rabougries.

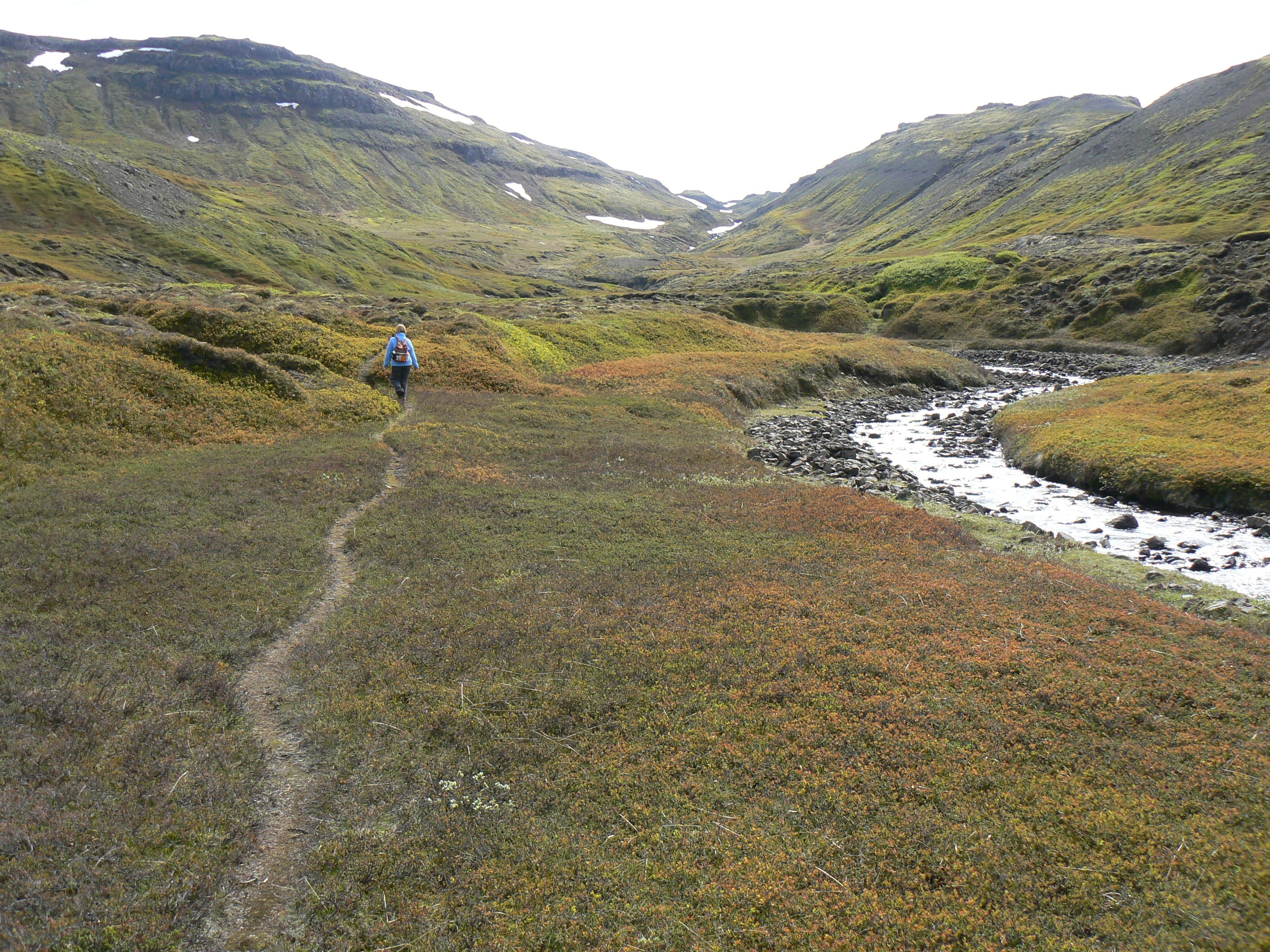
Les landes rases riches en éricacées (camarine, callune, myrtille…) constituent le principal type de couverture végétale continue.

### Milieux
L'Islande est composée d'une grande île principale et de quelques petites îles et îlots. Elle est située à près de 300 km du Groenland et à quelques kilomètres au sud du cercle polaire arctique.
L'Islande possède un climat de toundra soumis aux vents froids polaires. Grâce au Gulf Stream, ses côtes sud et ouest bénéficient d'une température bien plus clémente en hiver que New-York.
Géologiquement, l'Islande est marquée par le volcanisme à l'origine de phénomènes comme les geysers ou de formations d'îlots comme Surtsey. Son relief est relativement élevé au centre (Hautes Terres d'Islande) et caractérisé par des fjords sur les côtes. Plus de la moitié du territoire est dépourvue de végétation.
Le réchauffement climatique entraine la fonte des glaciers. L'Okjökull est le premier glacier de l'île à avoir perdu son statut, englouti par le réchauffement.

### Faune et flore
L'Islande héberge de grandes populations d'oiseaux, en particulier marins. 
Le seul mammifère terrestre qui était présent en Islande avant l'arrivée des colons est le renard polaire (Alopex lagopus), probablement arrivé lors d'une ère glaciaire en marchant sur la mer gelée. Les autres mammifères indigènes de l'île sont marins.

## Impacts sur les milieux naturels

### Activités humaines

#### Chasse, pêche et braconnage
La pêche est un secteur économique majeur.

#### Agriculture et alimentation
L'alimentation est essentiellement importée. Les terres arables en Islande représentent moins de 1 % de la surface de l'île. Cependant, l'utilisation de la géothermie permet de chauffer des serres, comme à Hveragerði, ce qui permet au pays de se fournir en certains aliments qu'on ne pourrait pas cultiver autrement sur l'île. Ainsi l'Islande est le premier pays européen (hors Outre-mer français) producteur de bananes,.

#### Transports

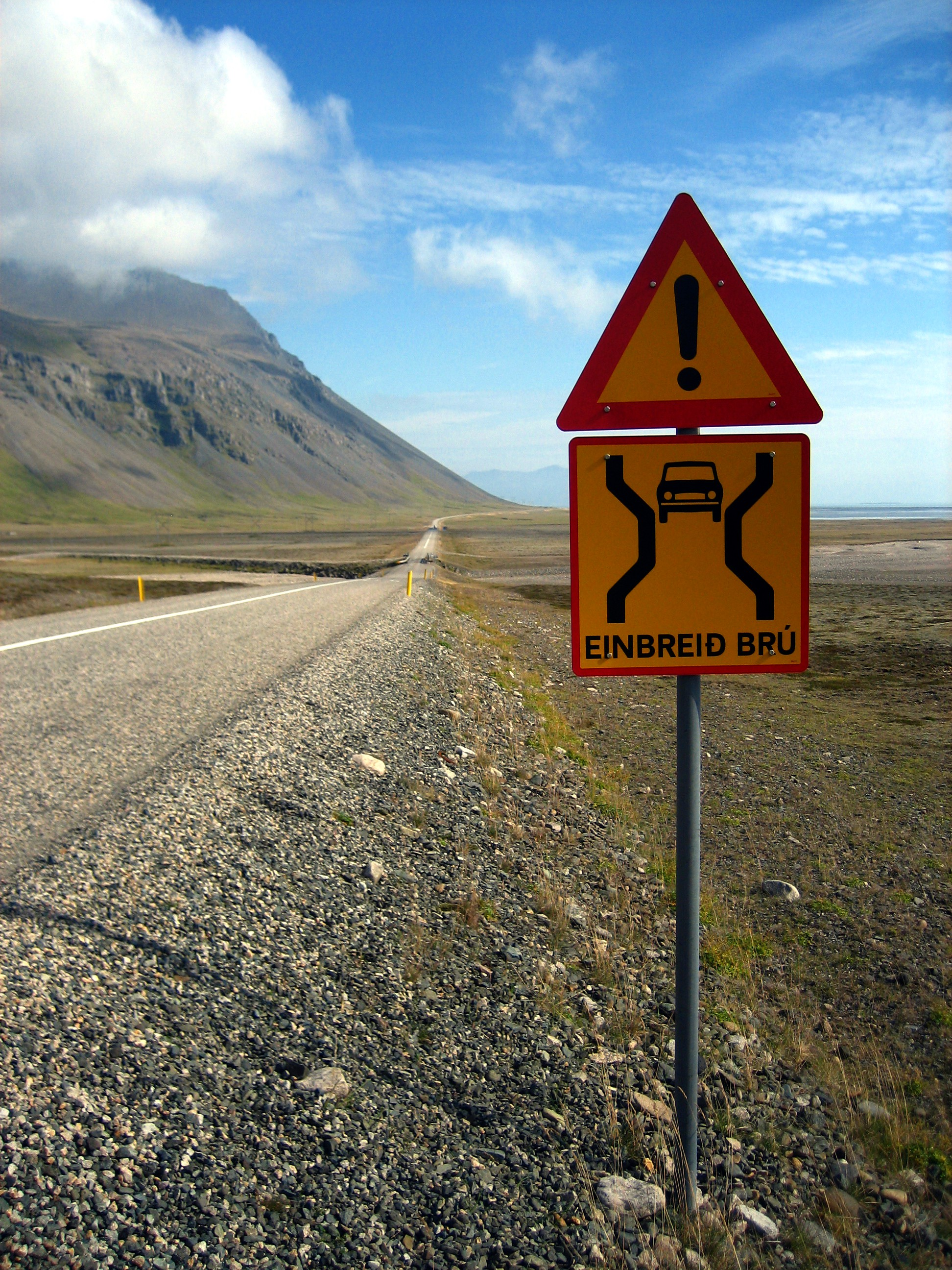
La route 1, ou route circulaire (Hringvegur), principale voie qui fait le tour de l'île, n'a cependant rien par endroits d'une autoroute.

Le principal mode de transport en Islande est la route. En 2012, le réseau comptait 12 898 km de routes, dont 5 252 km de routes revêtues. Les principaux liens par ferry se font entre les Îles Vestmann et le port de Landeyjahöfn (parfois Þorlákshöfn lors des intempéries), entre Stykkishólmur et Brjánslækur (en passant par l'île de Flatey), et entre Akureyri et l'île de Grímsey (en passant par l'île de Hrísey et le port de Dalvík). Le pays n'a pas de voies ferrées.
La route 1 est la route principale qui fait le tour de l'île et relie la plupart des zones habitables. Seules quelques routes, dont les pistes de Sprengisandur et de Kjölur, traversent l'intérieur du pays, inhabité. Ces routes sont réservées à des véhicules 4×4, du fait de nombreux franchissements de gués.
En Islande, les lignes de bus sont très utilisées, avec pour les touristes des systèmes de forfaits estivaux.

### Pollutions

#### La pollution de l'air
L'Islande est le pays le moins pollué du monde grâce à une forte utilisation de l'énergie géothermique, une faible densité de population, et un niveau élevé de prise de conscience environnementale des citoyens. Selon une évaluation de l'OCDE, la quantité de matière toxique mesurée dans l'atmosphère est beaucoup plus faible que n'importe quel autre pays industrialisé.

### Impacts de l'urbanisation

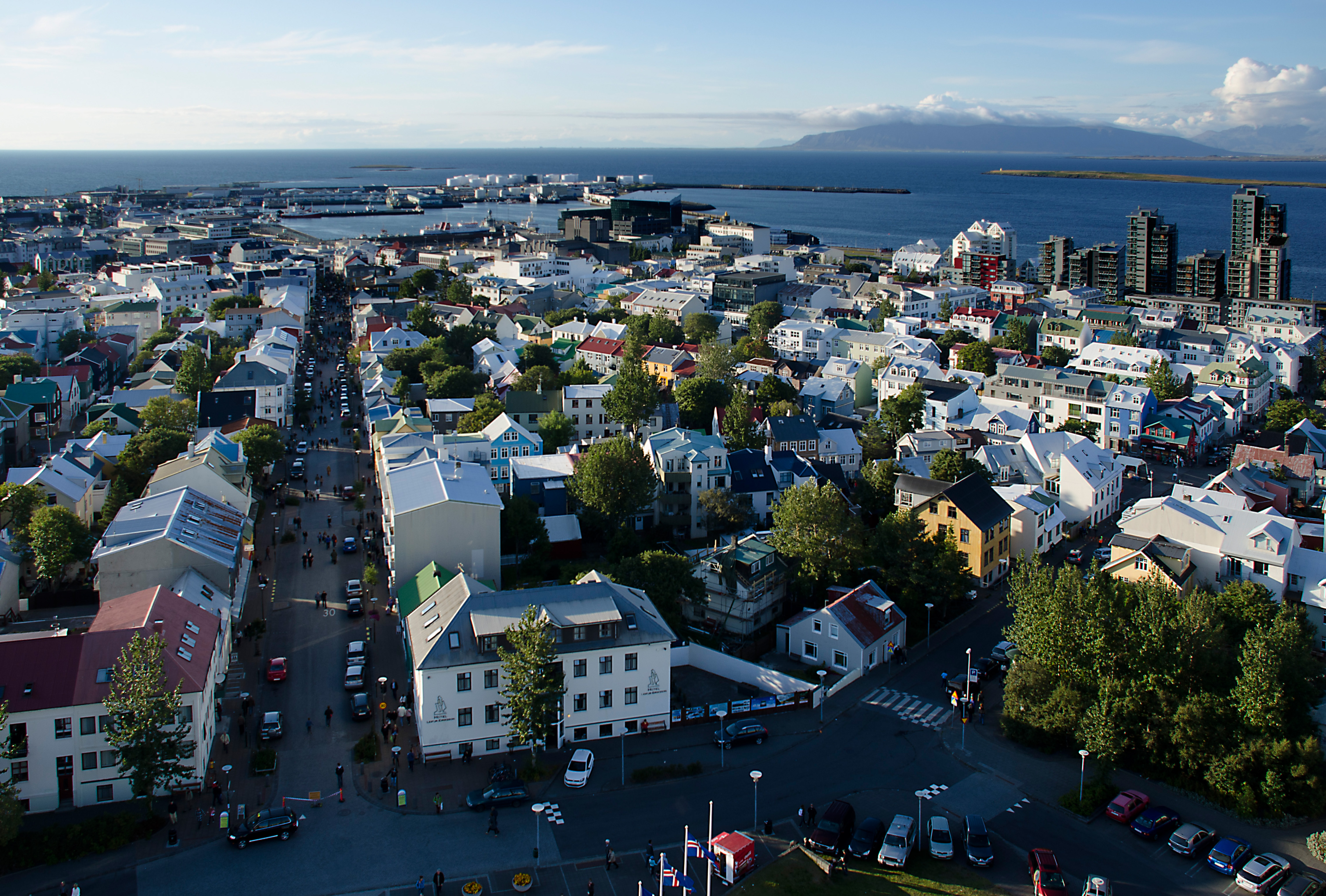
Reykjavik.

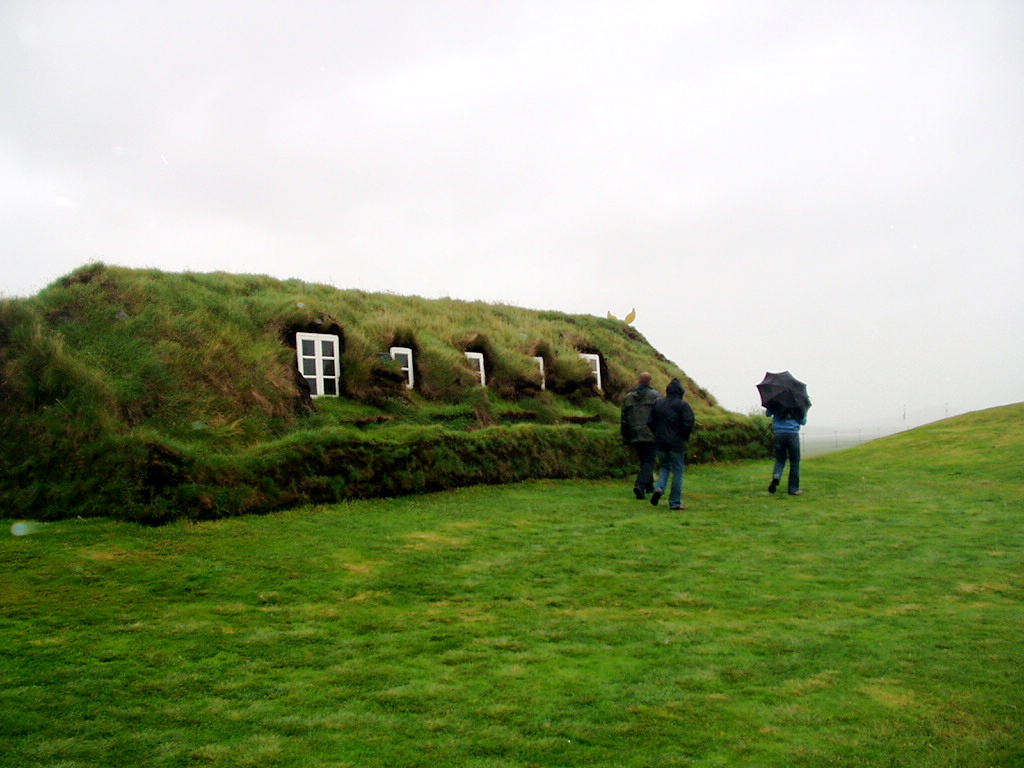
Une maison traditionnelle islandaise (torfbær).

| Rang | Ville         | Municipalité            | Région            | Population | Année de la population |
| ---- | ------------- | ----------------------- | ----------------- | ---------- | ---------------------- |
| 1    | Reykjavik     | Reykjavíkurborg         | Höfuðborgarsvæðið | 128 318    | 2018                   |
| 2    | Kópavogur     | Kópavogsbær             | Höfuðborgarsvæðið | 36 750     | 2018                   |
| 3    | Hafnarfjörður | Hafnarfjarðarkaupstaður | Höfuðborgarsvæðið | 29 810     | 2018                   |
| 4    | Akureyri      | Akureyrarbær            | Norðurland eystra | 18 860     | 2018                   |
| 5    | Garðabær      | Garðabær                | Höfuðborgarsvæðið | 16 190     | 2018                   |